# Soechoj Soe-11
De Soechoj Soe-11 (Russisch: Су-11) (NAVO-codenaam: Fishpot-C) was een onderscheppingsjager gebruikt door de Sovjet-Unie en ontworpen door Soechoj.

## Ontwikkeling
De Soe-11 was een opgewaardeerde versie van de Soechoj Soe-9 onderschepper. Toen de fundamentele tekortkomingen van de Soe-9 herkend werden, begon Soechoj aan de Soe-11, welke voor het eerst vloog in 1961 als T-47 prototype.
De Soe-11 deelde de deltavleugel, staartvleugels, sigaarvormige romp en ronde luchtinlaat met de Soe-9, maar had een langere neus om de krachtigere 'Oryol' radar plaats te bieden. Een krachtigere Ljoelka AL-7F-1 turbojet werd geïnstalleerd met 9,8 kN meer naverbrander stuwkracht. De Soe-11 is te onderscheiden van de Soe-9 door de externe brandstofleidingen boven op de romp, achter de cockpit.
De Soe-9's K-5 raketten werden vervangen door een paar R-98 (AA-3 Anab) wapens, meestal een R-98MR semi-actieve radar en een R-98MT infraroodgeleide. Net als veel andere onderscheppingsjagers van die tijd had hij geen kanon. Zelfs met de superieure radar bleef de Soe-11 erg afhankelijk van de grondradar om naar het doel geleid te worden.
De productie van de definitieve Soe-11-8M begon in 1962, maar door ontwikkelingsproblemen en ongelukken, vertraagde de uitlevering, en de eerste eskaders kregen hun toestellen in 1964. De productie eindigde in 1965, nadat er ongeveer 108 toestellen waren gebouwd, al wordt aangenomen dat er ook een aantal Soe-9's zijn omgebouwd tot Soe-11 standaard.
Soechoj OKB beschouwde de Soe-11 als een mislukking, zwaar inferieur aan de veel betere Soe-15 'Flagon'. Toch bleven er exemplaren in gebruik tot in ongeveer 1983.
Een trainer versie, de Soe-11U Maiden, werd ook ontwikkeld. Net als de Soe-9U dat hij volledige bewapening en radarsystemen voor trainingsdoeleinden. Doordat de tweede zitplaats de toch al slechte brandstofvoorraad nog verder reduceerde, was hij niet bedoeld voor oorlogsgebruik.